# Premi e riconoscimenti di Clint Eastwood

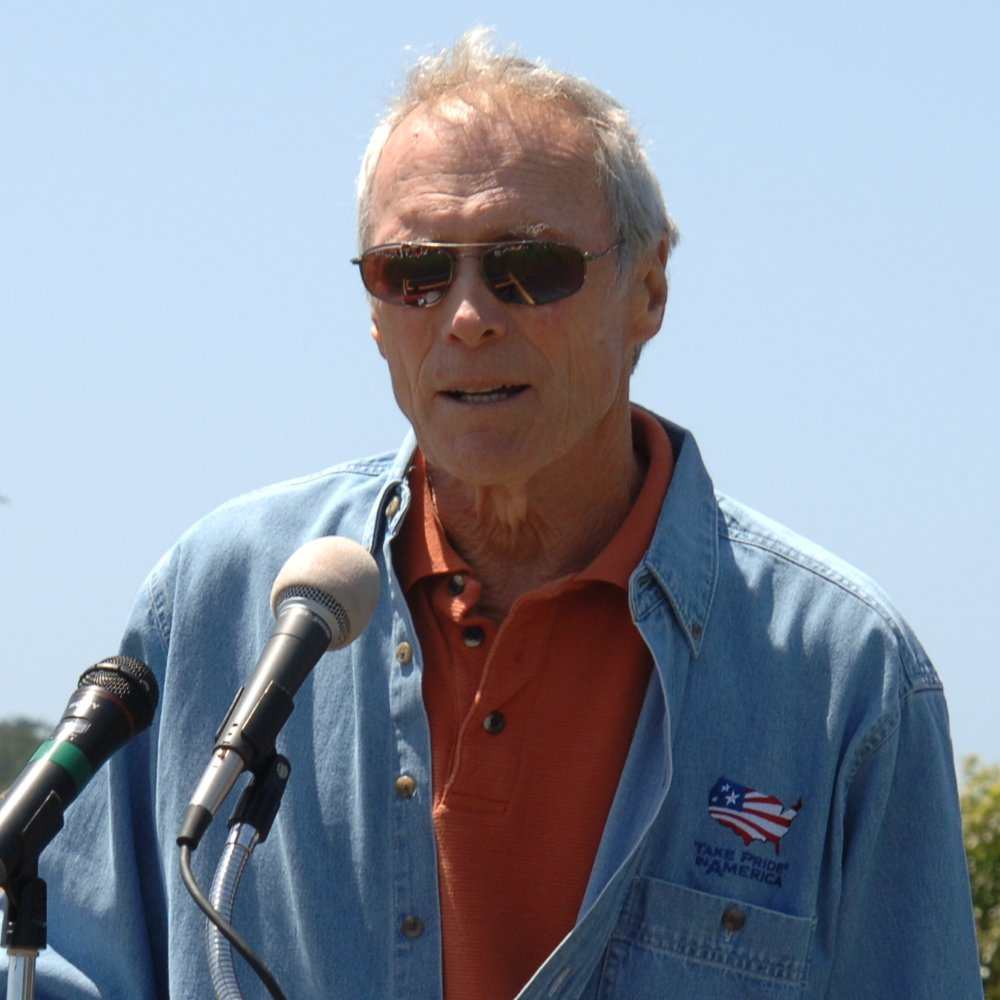
Clint Eastwood nel 2005

Questa è la lista dei premi e riconoscimenti ricevuti dell'attore, regista, produttore cinematografico e compositore Clint Eastwood.

## Premi cinematografici e televisivi

### Principali
- Premio Oscar
  - 1993 – Miglior film per Gli spietati
  - 1993 – Miglior regista per Gli spietati
  - 1993 – Candidatura al miglior attore protagonista per Gli spietati
  - 1995 – Premio alla memoria Irving G. Thalberg
  - 2004 – Candidatura al miglior film per Mystic River
  - 2004 – Candidatura al miglior regista per Mystic River
  - 2005 – Miglior film per Million Dollar Baby
  - 2005 – Miglior regista per Million Dollar Baby[2]
  - 2005 – Candidatura al miglior attore protagonista per Million Dollar Baby
  - 2007 – Candidatura al miglior film per Lettere da Iwo Jima
  - 2007 – Candidatura al miglior regista per Lettere da Iwo Jima
  - 2015 – Candidatura al miglior film per American Sniper

- Golden Globe
  - 1971 – Henrietta Award
  - 1988 – Golden Globe alla carriera, premio Cecil B. DeMille
  - 1989 – Miglior regista per Bird
  - 1993 – Candidatura al miglior film drammatico per Gli spietati
  - 1993 – Miglior regista per Gli spietati
  - 2004 – Candidatura al miglior film drammatico per Mystic River
  - 2004 – Candidatura al miglior regista per Mystic River
  - 2005 – Candidatura al miglior film drammatico per Million Dollar Baby
  - 2005 – Miglior regista per Million Dollar Baby
  - 2005 –  Candidatura alla miglior colonna sonora originale per Million Dollar Baby
  - 2007 – Candidatura al miglior regista per Flags of Our Fathers
  - 2007 – Candidatura al miglior regista per Lettere da Iwo Jima
  - 2007 – Miglior film straniero per Lettere da Iwo Jima
  - 2008 – Candidatura alla miglior colonna sonora originale per Grace Is Gone
  - 2008 – Candidatura alla miglior canzone originale per Grace Is Gone
  - 2009 – Candidatura alla miglior colonna sonora originale per Changeling
  - 2009 – Candidatura alla miglior canzone originale per Gran Torino
  - 2010 – Candidatura al miglior regista per Invictus

- British Academy of Film and Television Arts
  - 1993 – Candidatura al miglior film per Gli spietati
  - 1993 – Candidatura al miglior regista per Gli spietati
  - 2009 – Candidatura al miglior regista per Changeling[3]

### Altri
- Blue Ribbon Awards
  - 1996 – Miglior film straniero per I ponti di Madison County
  - 2005 – Miglior film straniero per Mystic River
  - 2006 – Miglior film straniero per Million Dollar Baby

- Chicago Film Critics Association Award
  - 1991 – Candidatura al miglior regista per Cacciatore bianco, cuore nero
  - 1993 – Candidatura al miglior attore per Gli spietati
  - 1993 – Candidatura al miglior regista per Gli spietati
  - 1993 – Candidatura al miglior film per Gli spietati
  - 1996 – Candidatura al miglior regista per I ponti di Madison County
  - 2004 – Migliore regista per Million Dollar Baby
  - 2004 – Candidatura al miglior regista per Mystic River
  - 2006 – Candidatura al miglior regista per Lettere da Iwo Jima
  - 2006 – Candidatura al miglior attore per Gran Torino

- Cinema Brazil Grand Prize
  - 2007 – Candidatura al miglior film straniero per Million Dollar Baby

- Cinema Writers Circle Award
  - 2006 – Miglior film straniero per Million Dollar Baby

- Critics' Choice Movie Award
  - 2004 – Candidatura al miglior regista per Mystic River
  - 2004 – Candidatura al miglior compositore per Mystic River
  - 2004 – Lifetime Achievement Award
  - 2005 – Candidatura al miglior regista per Million Dollar Baby
  - 2007 – Candidatura al miglior regista per Lettere da Iwo Jima[4]
  - 2008 – Candidatura al miglior compositore per Grace Is Gone
  - 2009 – Candidatura al miglior compositore per Changeling[5]
  - 2009 – Candidatura al miglior attore per Gran Torino[5]
  - 2010 – Candidatura al miglior regista per Invictus

- Premio César
  - 1989 – Candidatura al miglior film straniero per Bird
  - 1996 – Candidatura al miglior film straniero per I ponti di Madison County
  - 1998 – Premio César onorario
  - 2004 – Miglior film straniero per Mystic River
  - 2006 – Miglior film straniero per Million Dollar Baby
  - 2010 – Miglior film straniero per Gran Torino
  - 2011 – Candidatura al miglior film straniero per Invictus

- David di Donatello
  - 2004 – Candidatura al miglior film straniero per Mystic River
  - 2005 – Miglior film straniero per Million Dollar Baby
  - 2007 – Candidatura al miglior film straniero per Lettere da Iwo Jima
  - 2009 – Miglior film straniero per Gran Torino
  - 2010 – Candidatura al miglior film straniero per Invictus - L'invincibile
  - 2011 – Miglior film straniero per Hereafter
  - 2015 – Candidatura al miglior film straniero per American Sniper
  - 2017 – Candidatura al miglior film straniero per Sully
  - 2021 – Candidatura al miglior film straniero per Richard Jewell

- DGA Award
  - 1993 – Miglior regia per Gli spietati
  - 2004 – Candidatura al Miglior regista per Mystic River
  - 2005 – Miglior regia per Million Dollar Baby
  - 2015 – Candidatura al Miglior regista per American Sniper

- Nastro d'argento
  - 2006 – Regista del miglior film straniero per Million Dollar Baby

- Premio Amanda
  - 2005 – Candidatura al miglior film straniero per Million Dollar Baby

- Directors Guild of Great Britain
  - 2005 – Candidatura al Migliore regista per Million Dollar Baby

- Film Critics Circle of Australia Award
  - 2005 – Miglior film straniero per Million Dollar Baby

- Fotogramma d'argento
  - 2006 – Miglior film straniero per Million Dollar Baby

- Kinema Junpo Award
  - 2006 – Miglior film straniero per Million Dollar Baby
  - 2006 – Miglior regista straniero per Million Dollar Baby

- National Board of Review Awards
  - 2004 – Premio Speciale per Million Dollar Baby
  - 2008 – Miglior attore per Gran Torino
  - 2009 – Miglior regista per Invictus - L'invincibile
  - 2014 – Miglior regista per American Sniper

- New York Film Critics Circle Awards
  - 1988 – Candidatura al miglior regista per Bird
  - 1992 – Candidatura al miglior regista per Gli spietati
  - 2004 – Migliore regia per Million Dollar Baby
  - 2006 – Candidatura al miglior regista per Lettere da Iwo Jima
  - 2008 – Candidatura al miglior attore per Gran Torino

- National Society of Film Critics Awards
  - 1993 – Candidatura al miglior attore protagonista per Gli spietati
  - 1993 – Miglior regista per Gli spietati
  - 2004 – Miglior regista per Mystic River
  - 2005 – Candidatura alla Migliore regia per Million Dollar Baby
  - 2005 – Candidatura al Miglior attore protagonista per Million Dollar Baby
  - 2009 – Candidatura al Miglior attore protagonista per Gran Torino

- Online Film Critics Society Award
  - 2004 – Candidatura alla Migliore regia per Mystic River
  - 2005 – Candidatura alla Migliore regia per Million Dollar Baby

- PGA Award
  - 1993 – Candidatura al miglior produttore dell'anno per Gli spietati
  - 1998 – Premio alla Carriera
  - 2004 – Candidatura al miglior produttore dell'anno per Mystic River
  - 2005 – Candidatura ai Migliori produttori dell'anno per Million Dollar Baby
  - 2006 – Premio Millestone
  - 2010 – Candidatura al miglior produttore dell'anno per Invictus - L'invincibile
  - 2015 – Candidatura al miglior produttore dell'anno per American Sniper

- Premio Robert
  - 2006 – Candidatura al Miglior film straniero per Million Dollar Baby
  - 2006 – Candidatura al Miglior film straniero per Mystic River

- San Diego Film Critics Society Awards
  - 2004 – Migliore regia per Million Dollar Baby
  - 2004 – Miglior colonna sonora per Million Dollar Baby
  - 2006 – Miglior regista per Lettere da Iwo Jima

- Saturn Award
  - 2001 – Candidatura al miglior attore per Space Cowboys
  - 2001 – Candidatura al miglior regista per Space Cowboys
  - 2009 – Candidatura al miglior regista per Changeling
  - 2009 – Candidatura alla miglior colonna sonora per Changeling
  - 2011 – Candidatura al miglior regista per Hereafter
  - 2011 – Candidatura alla miglior colonna sonora per Hereafter

- Seattle Film Critics Award
  - 2004 – Migliore regia per Million Dollar Baby
  - 2004 – Candidatura alla miglior colonna sonora per Million Dollar Baby

- Vancouver Film Critics Circle
  - 2004 – Candidatura al miglior regista per Mystic River
  - 2005 – Migliore regia per Million Dollar Baby
  - 2007 – Candidatura al miglior regista per Lettere da Iwo Jima

## Premi musicali
- Grammy Award
  - 2006 – Candidatura alla miglior colonna sonora per Million Dollar Baby